# 외전
외전(外傳)은 만화나 소설, 게임 등의 작품에서 본편 외의 스토리를 다루는 작품을 말한다. 스핀오프와는 다소 차이가 있다. 원작과 같은 범주의 작품인 경우 외전으로 분류한다. 작품성, 캐릭터의 성격 등이 본편과는 판이하게 다른 경우가 종종 있는데, 외전이 인기가 있는 경우 도리어 본편의 흐름을 갈아엎는 경우도 있다. 심지어 외전의 규모가 커져 아예 독립된 시리즈로 분리되거나 본편이 오히려 외전처럼 되는 경우도 간간히 존재한다. 또한 본편과 분리되어서 진행되는 경우가 많지만 본편의 전개에 영향을 미치는 경우도 있다.

## 같이 보기
- 파생 작품